# 風雨来記3
『風雨来記3』（ふうらいき3）は、株式会社フォグが開発したゲームソフト。Microsoft Windows版はフォグより2013年5月31日に、PlayStation Vitaは日本一ソフトウェアより2015年2月19日に発売。

## 解説
『風雨来記』シリーズ第3作目で、第1作目同様北海道を舞台としている。第1作目とは違い、全道のスポットが収録されている。
2013年5月31日にWindows PC版がフォグの自主流通にて発売され、2015年に日本一ソフトウェアによって家庭用に移植されたものがリリースされた。2013年4月26日に先行して自主流通で発売された『風雨来記3 prelude』は、本編の3日目までのシナリオと本編に収録されない前日譚、壁紙などのデジタルグッズを収録していたものであった。このうち、前日譚の部分は「エピソード・ゼロ」として家庭用版『風雨来記3』に転載収録されている。また本編発売後、37か所の新規スポットを追加するPC版『風雨来記3 追加スポットデータ』が同じく自主流通にてリリースされていた。フォグによる自主流通版はいずれも、家庭用版の発売をもって全て販売終了となっている。
家庭用版『風雨来記3』では、システム周りの改善、前述「エピソード・ゼロ」の収録、新ヒロイン・雪代明里のシナリオ、vita版用サブキャラクターシナリオ等が追加されている。明里のシナリオは、『風雨来記』シリーズでは初となる冬の北海道を巡る内容を含んでいる。一方、自主流通版「追加スポットデータ」は一部を除き収録されていない。
フォグによる『風雨来記3攻略集【Complete Official Works】』がデジタルデータで販売されていたが、2016年7月現在はアクセス出来なくなっており、『風雨来記3  コンプリートオフィシャルワークス (PC/Vita両対応版)』がDLSiteにて販売されている。
フォグの代表取締役であった宗清紀之が2016年2月に逝去したため、本作が宗清の遺作となった。

## キャラクター
榊千尋
声 - なし
主人公。高校時代に見た記事をきっかけにルポライターへの道を進んだ青年。
逢沢なぎさ
声 - 彩瀬ゆり
千尋がフェリーで出会った女性。
水科小夜
声 - 英みらい
千尋が湖畔で出会った恥ずかしがり屋の少女。オルゴールの曲の手がかりを求めて北海道を旅している。
富村泉
声 - 横尾恵
千尋が温泉街で出会った少女。温泉のことについては明るいが、そのほかのことについては疎い。
雪代明里
声 - ゆうきみお
千尋が後志で出会った少女。風景画を描くのが好きで、そのためなら長時間の移動もいとわない。

## スタッフ
監督・企画椎名建矢
音楽風水嵯峨、椎名建矢
シナリオ平賀年内、霧南
キャラクターデザイン泉彩